# Roberto Chale
Roberto Federico Chale Olarte (ur. 24 listopada 1946 w Limie, zm. 10 września 2024 tamże) – peruwiański piłkarz grający podczas kariery na pozycji pomocnika.

## Kariera klubowa
Roberto Chale karierę piłkarską rozpoczął w 1964 roku w stołecznym klubie Centro Iqueño. W latach 1966–1971 występował w Universitario Lima. Z Universitario czterokrotnie zdobył mistrzostwo Peru w 1966, 1967, 1969 i 1971. W 1972 przeszedł do lokalnego rywala - Defensora, z którym zdobył tytuł mistrzowski w 1973. W latach 1974–1975 był zawodnikiem Sport Boys Callao.
W 1976 powrócił do Limy by zostać zawodnikiem Sportingu Cristal, z którego w 1977 powrócił do Universitario. W 1978 wyjechał do sąsiedniego Ekwadoru, gdzie był zawodnikiem klubu Universidad Católica Quito. W 1980 powrócił do Univesitario, w którym w tym samym roku zakończył karierę.

## Kariera reprezentacyjna
W reprezentacji Peru Challe zadebiutował 28 lipca 1967 w przegranym 0-1 towarzyskim meczu z Urugwajem.
W 1970 uczestniczył w mistrzostwach świata. Na turnieju w Meksyku Peru odpadło w ćwierćfinale, a Challe wystąpił we wszystkich czterech meczach z Bułgarią, Marokiem, RFN oraz Brazylią.
Ostatni raz w reprezentacji wystąpił 5 sierpnia 1973 w przegranym 1-2 meczu w eliminacji mistrzostw świata z Chile.
Od 1966 do 1973 Challe rozegrał w reprezentacji Peru 48 spotkań, w których zdobył 4 bramki.

## Kariera trenerska
Po zakończeniu kariery piłkarskiej Challe został trenerem. Karierę trenerską rozpoczął na początku lat 80. w Juan Aurich Chiclayo. W 1985 pełnił funkcję selekcjonera reprezentacji Peru. W 1988 awansował z Defensorem Lima do pierwszej ligi. Największe sukcesy osiągnął w Universitario, z którym dwukrotnie zdobył mistrzostwo Peru w 1999 i 2000. Obecnie jest trenerem trzecioligowego América Cochahuayco Lima.